# Озтюрк, Севилай
Севилай Озтюрк (род. 28 ноября 2003, Кахраманмараш) — турецкая паралимпийская спортсменка. Соревнуется в категории S5 в плавании на спине, вольным стилем и баттерфляем, специализируясь на спринтерских дистанциях. 

## Личная жизнь
Севилай Озтюрк родилась 28 ноября 2003 года и была первым ребёнком в семье Бюлента Озтюрка и Хюльи. Из-за врождённого дефекта (двусторонняя агенезия верхних конечностей) у неё с рождения отсутствуют руки.
С помощью своего отца, который оказывал ей большую поддержку, Севилай смогла закончить местную школу. Она научилась писать ногой.

## Карьера в плавании
Озтюрк начала заниматься плаванием в 2010 году, после встречи с Бейтулахом Эроглу, успешным турецким паралимпийским пловцом, также родившимся без рук, с которым она познакомилась в больнице своего родного города. Приступила к регулярным тренировкам в 2013 году. В 2014—2015 годах участвовала в чемпионате Турции по плаванию для людей с ограниченными возможностями в категории S6 и завоевала три золотые и две серебряные медали. Дебют на международной арене состоялся в июне 2016 года, на 30-м Международном чемпионате Германии в Берлине.
Была вызвана в национальную сборную на летних Паралимпийских играх 2016 года. Во время олимпиады в Рио-де-Жанейро Севилай было всего двенадцать лет и она стала самым молодым спортсменом, участвовавшим в Паралимпийских играх.
Завоевала золотую медаль на Европейских Паралимпийских юношеских играх, на дистанции 50 метров на спине в категории S1-5.

### 2024
Была назначена Турецким национальным паралимпийским комитетом одним из двух знаменосцев вместе с Махмутом Бозтеке, возглавив турецкую делегацию на церемонии открытия Летних Паралимпийских игр 2024 года.